# Chiesa di Sant'Andrea (Palermo)
La chiesa di Sant'Andrea alle Vergini è un edificio di culto situato nel centro storico di Palermo. L'aggregato è ubicato in «piazzetta delle Vergini».

## Storia

### Chiesa di Sant'Andrea Apostolo a «Porta Oscura»
- 1300c., Prime documentazioni del monastero benedettino di Santa Maria delle Vergini e della chiesa di Sant'Andrea Apostolo presso l'antica «Porta Oscura» nella salita Castellana.
- 1423, Solenne consacrazione.[2]

### Chiesa di San Teodoro degli Argentieri
- 1454, Il numero sempre crescente delle monache determina l'ingrandimento del monastero con la richiesta esaudita della chiesa di San Teodoro appartenente alla corporazione degli argentieri.[2] Il primitivo edificio resta compreso nell'area della clausura e utilizzato in parte usata come parlatorio.
- 1565c., Ospita temporaneamente la Compagnia della Santissima Trinità sotto il titolo «Rossi».
- 1626, La chiesa di San Teodoro è interamente ricostruita e assume il nome di chiesa di Sant'Andrea alle Vergini. Il 13 luglio è celebrata la prima messa.[2]

### Chiesa di Sant'Andrea alle Vergini
Il nuovo luogo di culto è collegato al monastero da un cavalcavia soprastante la strada. L'ingresso è garantito da due accessi, il principale posto su salita Castellana e l'altro sul lato esposto ad occidente affacciato su piazzetta delle Vergini. Addossato alla controfacciata del prospetto principale il sontuoso coro delle monache sostenuto da quattro colonne di marmo che sostituiscono altrettante colonne recanti scolpite iscrizioni arabe, riutilizzate nella realizzazione delle due cappelle laterali.
- 1943, Nella terribile incursione aerea del 9 maggio 1943 la chiesa è interamente distrutta, restano integre le quattro colonne arabe con iscrizioni cufiche, la tavola di Tommaso De Vigilia[6] e il dipinto di Pietro Dell'Aquila, oggi sono custoditi alla Galleria Regionale di Palazzo Abatellis.

In piazzetta delle Vergini sono presenti i miseri resti della chiesa con piccoli brandelli di stucchi. L'antica originaria chiesa di Sant'Andrea resta indenne e se ne vedono le vestigia nella stessa piazzetta.

#### Interno
Le pareti e la volta sono decorate da stucchi dorati e affreschi di Antonio Grano. Ai lati del presbiterio due statue serpottiane raffiguranti virtù.
Parete destra: 
- Cappella di San Teodoro.[1] Altare con dipinto su tavola raffigurante Vergine Maria ritratta tra San Girolamo e San Teodoro, opera di Tommaso De Vigilia del 1488.[7][8][9]
- Cappella del Rosario. Altare con quadro della Madonna del Rosario di Vincenzo Bongiovanni.[10]
- Cappella di Sant'Andrea. Altare con quadro d'autore ignoto raffigurante Sant'Andrea apostolo.[10]

Parete sinistra: 
- Cappella di San Benedetto. È documentato solo il quadro di San Benedetto di Pietro Dell'Aquila.[8][10]

Tra le cappelle di entrambi i lati sono presenti tre piccoli quadri con Storie della Madonna dipinti da Antonio Grano sul lato sinistro e da Vincenzo Bongiovanni sul lato destro.

## Monastero benedettino di Santa Maria delle Vergini
- 1300c, Il monastero è fondato presso Chiesa di Sant'Andrea Apostolo a «Porta Oscura» e retto secondo la Regola di San Benedetto.[2]

La costruzione è molto grande, dalla parte della Conceria, un'ansa del fiume Papireto penetra all'interno, il corso d'acqua consentiva la navigazione e mantenere a galla una barchetta " ... della quale si servivano le monache per loro diporto ...".
Il monastero, in gran parte distrutto dalle bombe del 1943, è successivamente ricostruito col nome di Monastero benedettino di Sant'Andrea Apostolo alle Vergini. Qui sono ospitate, oltre alle monache del precedente monastero delle Vergini, anche le consorelle provenienti dal non più esistente monastero dell'Origlione.
Da qualche anno anche le ultime anziane suore sono andate in altro monastero di clausura nella zona nuova della città e l'antico cenobio, abbandonato, è stato occupato dagli sfrattati.

## Ospedale di San Teodoro
Nel 1431 l'ospedale è accorpato all'Ospedale Grande e Nuovo.